# Долина Ледяного Ветра (трилогия)
«Долина Ледяного Ветра» (Icewind Dale trilogy, 1988—1990) — книжная трилогия Роберта Э. Сальваторе в жанре фэнтези. Состоит из романов «Магический Кристалл», «Серебряные Стрелы» и «Проклятие Рубина». Трилогия является первым опубликованным произведением Сальваторе и одним из первых художественных литературных произведений по вселенной Forgotten Realms. Трилогия выдержана в стиле приключенческого героического фэнтези с заметным элементом юмора.
«Долина…» входит в цикл романов о темном эльфе по имени Дзирт До’Урден. Впервые этот персонаж появляется именно в трилогии, однако позже была написана трилогия Темный Эльф, являющаяся приквелом к «Долине…».
Обложки к изданию 1980-х были созданы Ларри Элмором, Клайдом Кальдвеллом и Джеффом Изли — художниками из штаба редакции TSR, Inc. В начале 2000-х компания Wizards of the Coast, наследник TSR, переиздала трилогию в оформлении Тодда Локвуда. Новое издание содержит также предисловие от Терри Брукса.
По первым двум томам трилогии существует комикс. Были также планы адаптации трилогии в виде компьютерной ролевой игры Icewind Dale, но в итоге действие игры перенесено на столетие раньше событий книг, хотя происходит в тех же местах.

## Кристальный Осколок (The Crystal Shard, 1988)
- В переводах: «Осколок Кристалла», «Хрустальный Осколок», «Магический Кристалл».

Варвары Долины Ледяного Ветра собираются в набег на Десять Городов. Только предупреждение следопыта Дзирта, темного эльфа, презираемого всеми за происхождение из злобного и жестокого народа, помогает людям Десяти Городов и дворфам короля Бренора вовремя отбить атаку. Во время сражения Бренор берет в плен юного варвара по имени Вульфгар и заставляет его отработать причиненный ущерб в течение пяти лет.
Тем временем чародеи Лускана плетут интриги. Они устраняют своего магистра руками его недалекого ученика Акара Кессела и бросают исполнителя в тундре. Однако Акар неожиданно находит кристалл из другого мира, Креншинибон. Кристалл обладает разумом и начинает соблазнять своего обладателя огромным могуществом, которое может дать ему. С помощью магии кристалла Акар вскоре становится повелителем гоблинов и троллей Долины.
Вульфгар живет с дворфами, усердно трудясь и завоевывая их симпатию. Бренор становится ему названным отцом, а Дзирт учит искусству боя и понятиям чести. Король дворфов также дарит своему воспитаннику волшебный боевой молот Клык Защитника.
Ведомые волей Акара Кессела (а на самом деле — Креншинибона) орды гоблиноидов совершают набеги на королевство гномов. Новым военачальником мага становится демон Эррту, некогда служивший теням чародеев — создателям Креншинибона. Дзирт и Вульфгар раскрывают это, разгромив логово огров в Долине. Они опасаются, что и варвары поддадутся зову Креншинибона. Вульфгар покидает своих друзей и отправляется на бой с ледяным драконом Ингелоакастилицилианом, дремлющим под Регхедским ледником. Не без помощи темного эльфа варвар одолевает чудовище и по праву подвига становится вождем племени Лося.
Тем временем Акар с гоблинами осаждает Брин-Шандер, столицу Десяти Городов. Дзирт и его товарищ полурослик Реджис пробираются в башню мага, чтобы похитить кристалл. Силы Креншинибона на исходе, башня рушится, Кессел пытается спастись, перенесшись на вершину горы, но растаявшие от жара Креншинибона льды погребают его и кристалл навеки. Орду гоблинов и великанов разбивает подоспевшее племя Вульфгара.

## Серебряные Потоки (Streams of Silver, 1989)
- В переводах: «Серебряные Потоки», «Серебряные Реки», «Серебряные Стрелы».

Бренор собирается в поход на поиски оставленной им столетия назад родины — великого царства дворфов Мифрил Халла. С ним отправляются верные друзья Дзирт и Вульфгар, и ко всеобщему изумлению — ленивый полурослик Реджис. Настоящая причина его участия в путешествии — побег из Долины, где его уже почти настиг убийца Артемис Энтрери. Убийца послан Пашой Пууком, одним из главарей Гильдии Воров Калимшана, за то, что Реджис украл его волшебный камень, позволяющий гипнотизировать собеседника.
Энтрери нападает на дом Реджиса в Брин-Шандере, при этом случайно сталкивается с приемной дочерью Бренора — человеческой девушкой Кэтти-бри, невестой Вульфгара. Допросив её, он узнает, что его мишень покинула Долину. Артемис отправляется на юг, Кэтти-бри пытается преследовать его, но лишь попадает в руки убийце. В Лускане, где недавно побывала партия Бренора, Энтрери заключает сделку с Гильдией магов. Им нужен Дриззт, который знает, где лежит Креншинибон. К Энтрери присоединяются волшебница Сидния, стражник Джиердан и огромный голем. Но в отряде охотников царит недоверие друг к другу.
Бренор и компания двигаются на юго-восток с приключениями. Они посещают академию сумасбродных магов Гарпеллов, повидав много странных чудес. Далее отряд пытается пройти через земли Несма, но пограничники прогоняют их, едва завидев темного эльфа. Герои вынуждены пробиваться через Вечные Болота, сражаясь с троллями. Они надеются найти помощь в эльфийском городе Сильверимуне (Серебристая Луна), но и там стража не пускает Дриззта в город. Тем не менее, владычица эльфов Аластриэль сама выходит к ним, указывает путь и дает им зелье. Выпив это зелье в библиотеке мага по имени Геральд Поздняя Ночь, Бренор переносит сознание в прошлое и вспоминает дорогу к Мифрилл Халлу.
Герои доходят до ворот Мифрил Халла. Здесь их настигает отряд Энтрери, но среди преследователей междоусобица: Энтрери схватывается со стражником, а Кэтти-бри в суматохе сбегает. Вместе с четверкой искателей она спускается в подземелья, захваченные служащими дракону по имени Мерцающий Мрак дергарами - серыми дворфами. Энтрери атакует их, в горячке боя с Дриззтом оба противника проваливаются в подземелье дергаров. Они вынуждены прекратить бой и стать временными союзниками чтобы выбраться на поверхность. Энтрери восхищен темным эльфом: прежде убийца считал себя непревзойденным, и теперь хочет доказать всем и себе, что дерется лучше следопыта.
Сидния и её голем погибают в бою с героями, но на шум пробуждается Мерцающий Мрак, много лет назад изгнавший народ Бренора из Мифрил-Холла. Энтрери захватывает свою добычу — Реджиса, а также волшебную пантеру Гвенвивар — и скрывается, надеясь, что Дриззт последует за ним. Бренор вступает в схватку с исполинским драконом, поджигает его горючим маслом, и в смертельных объятьях король дворфов и его противник падают, пылая, на дно ущелья.

## Драгоценность Халфлинга (Halfling’s Gem, 1990)
- В переводах: «Сокровище Халфлинга», «Сокровище Полурослика», «Проклятие Рубина».

Вульфгар и Дзирт едут по следам Энтрери. По пути они отбивают у банши волшебную маску, с помощью которой темный эльф может менять облик, чтобы больше не пугать простых людей. Энтрери везет полурослика на юг, в Калимшан, оставляя следы для своих преследователей чтобы раззадорить их. Реджис всячески мешает своему пленителю. Когда они садятся на корабль, он начинает распространять слух, будто они с Энтрери больны чумой, и капитан собирается ссадить их на берег. Артемис в отместку вырезает команду и поджигает корабль.
Чудом выживший король Бренор, которого спасло от огня волшебное оружие, пробирается сквозь подземелья дуергаров к выходу. Израненный и обожженный, он вылезает на поверхность через дымоход, где его подбирает Алустриэль. После исцеления он присоединяется к Кэтти-бри, вместе с Гарпеллами собирающей войска для похода на Мифрил-Холл. Маги дают гному и девушке волшебную колесницу, чтобы они смогли догнать варвара и темного эльфа.
Дзирт и Вульфгар плывут морем на корабле капитана Дюдермонта. На корабль нападают пираты, путники храбро сражаются вместе с командой, но в пылу сражения следопыт теряет маску и все видят его истинную сущность. Тем не менее, моряки оказываются едва ли не первыми людьми, посудившими о темном эльфе по его делам, а не по происхождению. В разгар схватки с пиратами к героям присоединяются Бренор с дочерью, догнавшие корабль на летающей колеснице. Сойдя на берег, четверка приключенцев преодолевает на верблюдах Калимшитскую пустыню.
Паша Пуук с нетерпением ожидает своего посланца, и ещё больше — кристалл, без которого дела в гильдии воров пошли намного хуже. Теперь Паша вынужден договариваться с ненавистными всем крысами-оборотнями. Наконец, Энтрери привозит ему кристалл и изменника Реджиса. Прибывшие по его следам в Калимпорт герои с боями пробиваются в дом главаря мафии через канализацию. Энтрери получает долгожданный бой с равным противником, но лишь вынужден бежать прочь, израненный.
Чародею Паши Пуука по имени Ла’Валль удается выкинуть пришельцев через портал в параллельный мир - Тартерус, населенный демодандами. Реджис ныряет за ними, принеся им жезл для управления порталом и ониксовую статуэтку, принадлежащую Дзирту, для вызова волшебной пантеры Гвенвивар. Кэтти-бри тяжело ранена, но вид умирающей возлюбленной придает Вульфгару ярости, тот прорывается к выходу в Материальный мир, и, дождавшись, когда его друзья покинут Тартерус, уничтожает портал. Пантера Гвенвивар, приведя с Астрального уровня бытия своих сородичей и Реджиса, уничтожает крыс-оборотней и Пашу Пуука. Еле живой Энтрери спасается бегством. Реджис становится новым главой Гильдии воров Калимпорта, а его друзья возвращаются на север, чтобы отвоевать Мифрил-Холл.